# Selysiothemis nigra
Selysiothemis nigra är en trollsländeart som först beskrevs av Vander Linden 1825.  Selysiothemis nigra ingår i släktet Selysiothemis och familjen segeltrollsländor. IUCN kategoriserar arten globalt som livskraftig. Inga underarter finns listade i Catalogue of Life.

## Bildgalleri

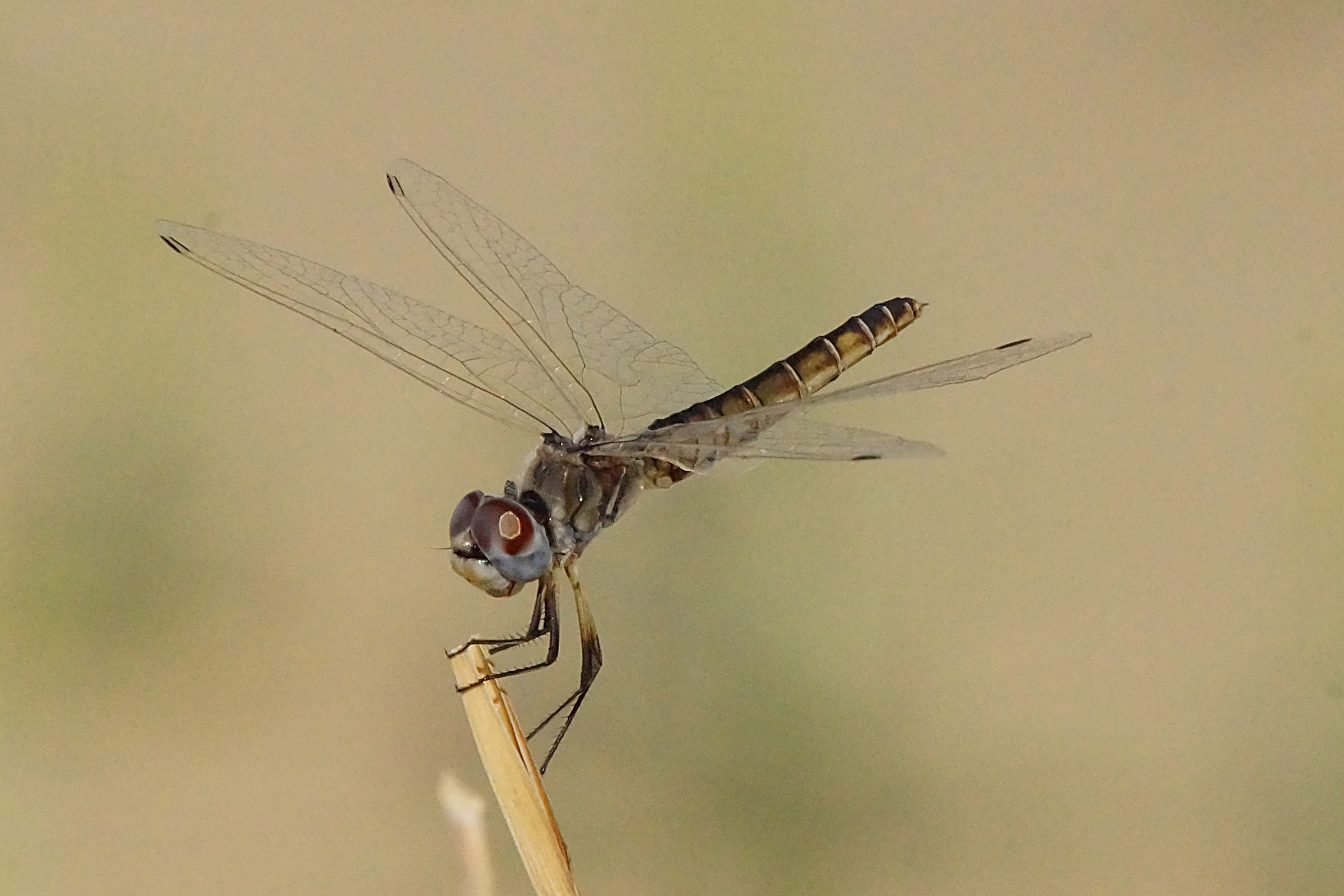